# Bustier tubular

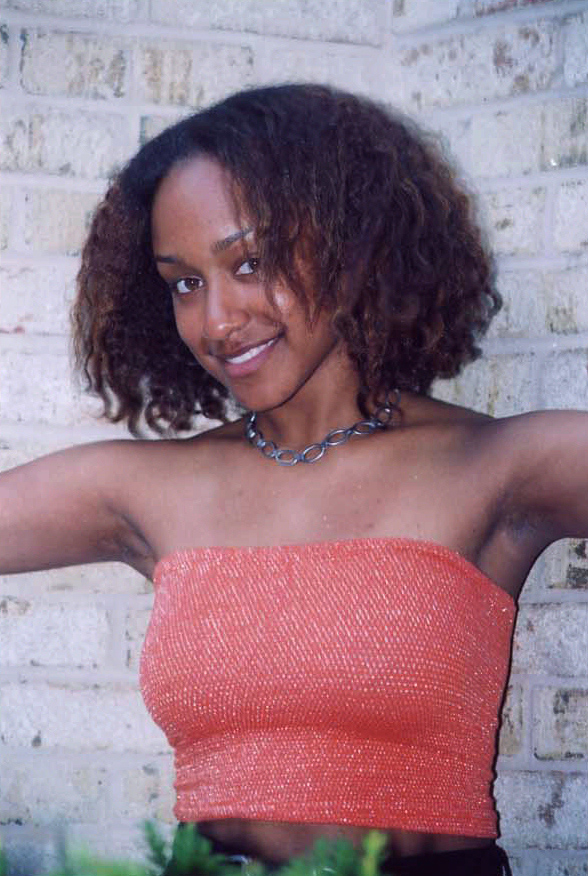

Un bustier tubular, o alt de tub és un vestit sense mànigues ni elàstics en forma de tub. Cobreix el tors (sense anar més amunt que les aixelles). El seu caràcter elàstic ho manté a lloc, la qual cosa el fa generalment molt ajustat al nivell del pit.
L'escolladura halter o esquena nua és un vestit similar que posseeix un tirant que passa a la part de darrere del coll, i les extremitats del qual van lligades pel davant.
Als Estats Units, aquest vestit ha aparegut als anys 1940 o 1950 i ha esdevingut molt popular als anys 1970. Ha desaparegut en el curs dels anys 1990, i tornat en força a la guarda-roba de les adolescents i de les joves dones americanes, tot particularment les que eren en edat de freqüentar la universitat després de l'any 2000, any després de la qual diferents menes d'escolladures s'han fet moda.